# Беляев, Николай Павлович
Николай Павлович Беляев (18 июня 1925, Леденгское, Вологодская губерния — 9 июня 1995, Тотьма, Вологодская область) — советский передовик лесной промышленности. Участник Великой Отечественной войны. Герой Социалистического Труда (1971).

## Биография
Родился 18 июня 1925 года в селе Леденгское (ныне — Бабушкино, районный центр в Вологодской области) в крестьянской семье.
Окончил семь классов и уехал учиться в ремесленное училище в город Ленинград. В январе 1943 года Н. П. Беляев был призван в ряды Красной Армии.
С 1943 года направлен в действующую армию, участник Великой Отечественной войны — гвардии младший сержант, миномётчик и заместитель командира отделения — наводчик 300 гвардейского стрелкового полка 99-й гвардейской стрелковой дивизии. Воевал на 3-м Украинском и Карельском фронтах. 17 марта 1945 года «за то что при атаке на дер Шаркерес Венгрия, огнём из своего миномёта подавил станковый пулемёт противника, чем способствовал продвижению 5-й стрелковой роты» был награждён Медалью «За отвагу». 23 апреля 1945 года за уничтожение двух пулемётов и живой силы противника был награждён Орденом Славы 3-й степени. Войну закончил в Австрии.
С 1945 года после окончания войны и демобилизации жил и работал в городе Тотьма Вологодской области. Большую часть своей жизни Н. П. Беляев трудился в лесной отрасли, работал водителем лесовозной машины в Тотемском и Сухонском леспромхозах.
Указом Президиума Верховного Совета СССР Н. П. Беляев «за выдающиеся успехи в труде» награждался Орденом «Знак Почета» и Орденом Трудовой Славы 3-й степени.
20 апреля 1971 года Указом Президиума Верховного Совета СССР «за выдающиеся успехи, достигнутые в выполнении заданий пятилетнего плана» Николай Павлович Беляев был удостоен звания Героя Социалистического Труда с вручением Ордена Ленина и золотой медали «Серп и Молот».
После выхода на пенсию жил в городе Тотьма Вологодской области.

## Награды
- Медаль «Серп и Молот» (20.04.1971)
- Орден Ленина (20.04.1971)
- Орден Отечественной войны II степени (06.04.1985)[6]
- Орден Знак Почёта
- Орден Славы III степени (23.04.1945)
- Орден Трудовой Славы III степени
- Медаль «За отвагу» (17.03.1945)
- Медаль «За победу над Германией в Великой Отечественной войне 1941—1945 гг.»

### Звания
- Почетный гражданин города Тотьма (1965)